# اوجو آمورتی
اوجو آمورتی (به ایتالیایی: Ugo Amoretti) بازیکن فوتبال و دروازه‌بان اهل ایتالیا است که از سال ۱۹۳۶ میلادی عضو تیم ملی فوتبال ایتالیا بوده و در ۱ بازی ملی حضور داشته‌است. او در بازی‌های ملی‌اش گلی دریافت نکرد.
اوجو آمورتی آخرین بازی ملی خود را در سال ۱۹۳۶ میلادی انجام داد.